# 枧头镇 (新田县)
枧头镇，是中华人民共和国湖南省永州市新田县下辖的一个乡镇级行政单位。

## 行政区划
枧头镇下辖以下地区：
水子岭村、黑砠岭村、豪山村、彭梓城村、尹家凼村、农科站村、枧头村、新屋村、老屋村、龙秀村、龙元茂村、三元头村、山溪村、上富村、下富村、龙潭村、新塘铺村、砠湾村、平乐脚村、洞心村、大山铺村和唐家村。

## 特产美食
扎肉：将五花肉切成肉片，洒入少许高度白酒、食盐，搅拌均匀，沥干水份后拌辣椒粉，装进用白酒清洗过的坛子里，于阴凉干燥处静置七天左右就可以食用了。常见的烹饪方法是蒸十分钟左右食用。